# Милорад Терзибашић
Милорад Терзибашић (Београд 1862. — Београд 1908) је био трговац и пионир бициклизма у Београду и Србији.
Милорад Терзибашић је представник угледне београдске трговачке породице која је и у каснијем периоду имала истакнуту улогу у животу београдске вароши. На школовању у иностранству, заинтересовао се за клизање и бициклизам. Вративши се у Београд 1884. наставља се бавити бициклизмом.
Окупивши око себе заинтересовану омладину (међу њима си били браћа Рибникар, Јанко Веселиновић и др.) основао је Прво српско велосипедско друштво, којем је био први и дугогодишњи председник. На месту где је данас Дома војске Србије, Терзибашић је подигао друштвени дом и направио прву кружну бициклистичку стазу (велодром).
Године 1887. покреће и уређује стручни лист под називом Велосипедски лист. То је био први спортски лист у Србији. Изашло је 9 бројева. Лист оживљава под истим називом 1896—97, а од 1898—1900. наставља да излази под именом Велосипедист.
Терзибашић је пропагирао бициклизам и код војске. Команди пешадијске подофицирске школе поклонио је два скупоцена модерна бицикла на склапање.